# غدا (عندما بدأت الحرب)
غداً، عندما بدأت الحرب ( بالإنجليزية: Tomorrow, when the war began)، هو فيلمُ دراما و مغامرات أسترالي، أخرجَهُ المخرجُ الأسترالي ستوارت بيتي سنة 2010. مُدَّتُهُ 103 دقائق.

مقتبس من رواية تحمل نفس الاسم للكاتب الأسترالي جون مارسدن.

## القصة
يذهب مراهقون إلى رحلة في الغابة. و عندَ عودَتِهِم يجدون مدينتهم خاليةً من سُكانها.و جيشا من الغرباءِ قاموا بغزو بلادهم.
لتبدأَ قصة مغامراتهم و ليتحولوا من مجرد مراهقين تافهين إلاَ مقاومة مسلحة.

## الشخصيات
الشخصيات الأساسية في الفيلم هم سبعة مراهقين، 4 فتياتٍ و 3 صِبية. بالإضافة إلى شابٍ ثامنٍ يظهرُ فيما بعد.

إيلي لينتون، هي الشخصية الأكثر بطولة في الفيلم، و هي التي تروي الأحداث. مثَّلت الدور كيتلن ستيزي.

كوري ماكينزي،على علاقة مع كيفن. تصاب برصاصة في نهاية الفيلم. مثلت الدور الممثلة راشيل هيرد وود من أنجلترا.

كيفن هولمز، يحب كوري ماكينزي. عند أول لقاء مع الغزاة، يفر كيفن تاركاً صديقتاه وراءَهُ عندَما أطلقَ الجنود النار عليهم. سلوكٌ إعتبرَتْهُ كوري ندالةً. لكنه يبدي شجاعة كبيرة في النهاية، و عندَ إصابتها فيما بعد إصابة خطيرة، يُصِرُّ كيفن على علاجها بأي ثمن. قام بالدور لينكولن لويس.

هومر يانوس، يبدو في بداية الفيلم فتى مشاغب لا يكترثُ لعواقب أفعالِه. لكنه يبدي تحملاً كبيراً للمسؤولية عندما تتعقد الأمور. هوَ صديق إيلي منذُ الطفولة و جارها، و يحب فيونا، التي كان يراها حلماً مستعصياً عليه في البداية. مثل الدور دينيز أكينيز.

فيونا ماكسويل، حبيبة هومرالذي قال عنها أنها فتاة غنية و أنْ لا بد أنَّ لها عشاقاً كثيرون. مثلت الدور فيبي تونكن.

لي تاكم، حبيب إيلي. أصيب برصاصة في القدم. لكن إصابته لم تكن خطيرة. عندما كان يتحدث عن إصابته إلى إيلي و عن أشياءَ أخرى، لاعبَ شَعْرَها و قَبَّلها. أصوله من شرق آسيا. مثل دورهُ الممثل كريس بانغ.

روبن ماذرز، ابنة قِسٍ مسيحي. الفتاةُ المتديِّنةُ التي لا تفعَلُ شيئاً إلاَّ و قد راقبت اللهَ فيهِ، حتى أنها ترددت في قتال الغزاةِ لأنَّهُم أرواحٌ بشرية غيرُ أخلاقيٍّ قَتلُها، لكن و عندما أوشك بعض الجنود من النيل من صديقَتَيْها، حزمت أمرَها و قتلتهم بسلاحٍ رَشَّاش. قامت بهذا الدور الممثلة الأسترالية المزدادة بالمملكة العربية السعودية آشلي كومينغز.

كريس لانغ، شاب نجى من الأسر أو القتل. يلتقي به الآخرون بعد رجوعهم من رِحلتهم. يبدو لا مبالياً و حتى بهِ بَعضُ الجُبن. لكن هو من يشعل الفتيلة التي أدت إلى تفجير قنطرة مهمة لنقل آليات الغزاة. مثَّلَهُ أندرو راين.

## روابط خارجية
- غدا، عندما بدأت الحرب على موقع IMDb (الإنجليزية)
- غدا، عندما بدأت الحرب على موقع ميتاكريتيك (الإنجليزية)
- غدا، عندما بدأت الحرب على موقع روتن توميتوز (الإنجليزية)
- غدا، عندما بدأت الحرب على موقع نتفليكس (الإنجليزية)
- غدا، عندما بدأت الحرب على موقع قاعدة بيانات الأفلام العربية
- غدا، عندما بدأت الحرب على موقع ألو سيني (الفرنسية)
- غدا، عندما بدأت الحرب على موقع Turner Classic Movies (الإنجليزية)
- غدا، عندما بدأت الحرب على موقع أول موفي (الإنجليزية)
- غدا، عندما بدأت الحرب على موقع بوكس أوفيس موجو (الإنجليزية)
- غدا، عندما بدأت الحرب على موقع فيلمافينيتي (الإسبانية)